# Maksymilian Wettyn
Maksymilian Maria Józef Wettyn (ur. 13 kwietnia 1759 Drezno  – zm. 3 stycznia 1838 tamże) – książę saksoński.

## Życiorys
Syn elektora Saksonii Fryderyka Chrystiana Wettyna i księżniczki bawarskiej Marii Antoniny Wittelsbach. Jego dziadkami byli: król Polski, elektor Saksonii August III i arcyksiężniczka austriacka Maria Józefa Habsburg oraz cesarz rzymski Karol VII Wittelsbach i arcyksiężniczka austriacka Maria Amalia Habsburg, a prapradziadkiem po matce - wcześniejszy król Polski, Jan III Sobieski.
Był młodszym bratem dwóch pierwszych królów Saksonii Fryderyka Augusta i Antoniego. W 1827 został następcą tronu. W 1831, gdy było jasne, że Antoni nie będzie miał męskich potomków, Maksymilian zdecydował się zrzec swoich praw do tronu na rzecz najstarszego syna. Zamieszkał w zamku Weesenstein. Antoni zmarł w 1836 roku, na tron wstąpił syn Maksymiliana Fryderyk August II Wettyn. Maksymilian zmarł dwa lata później w styczniu 1838 roku.
9 maja 1792 w Dreźnie poślubił księżniczkę parmeńską Karolinę (1770-1804), córkę księcia Parmy Ferdynanda I i arcyksiężniczki austriackiej Marii Amalii Habsburg-Lotaryńskiej. Para miała siedmioro dzieci:
- Marię Amalię Fryderykę (1794-1870);
- Marię Ferdynandę Amalię (1796-1865) - żonę wielkiego księcia Toskanii Ferdynanda III Habsburg-Lotaryńskiego;
- Fryderyka Augusta Alberta (1797-1854) - króla Saksonii w latach 1836-1854;
- Klemensa Marię Józefa (1798-1822);
- Marię Annę Karolinę (1799-1832) - żonę wielkiego księcia Toskanii Leopolda II Habsburg-Lotaryńskiego;
- Jana I Nepomucena Marię (1801-1873) - króla Saksonii w latach 1854-1873;
- Marię Józefę Amalię (1803-1829) - żonę króla Hiszpanii Ferdynanda VII.

15 października 1825 roku w wieku 66 lat poślubił 23-letnią księżniczkę Marię Ludwikę Burbon-Parmeńską (1802–1857), córkę króla Etrurii Ludwika I i infantki hiszpańskiej Marii Ludwiki Burbon. Para nie miała dzieci.
W 1762 został odznaczony Orderem Orła Białego.

## Galeria

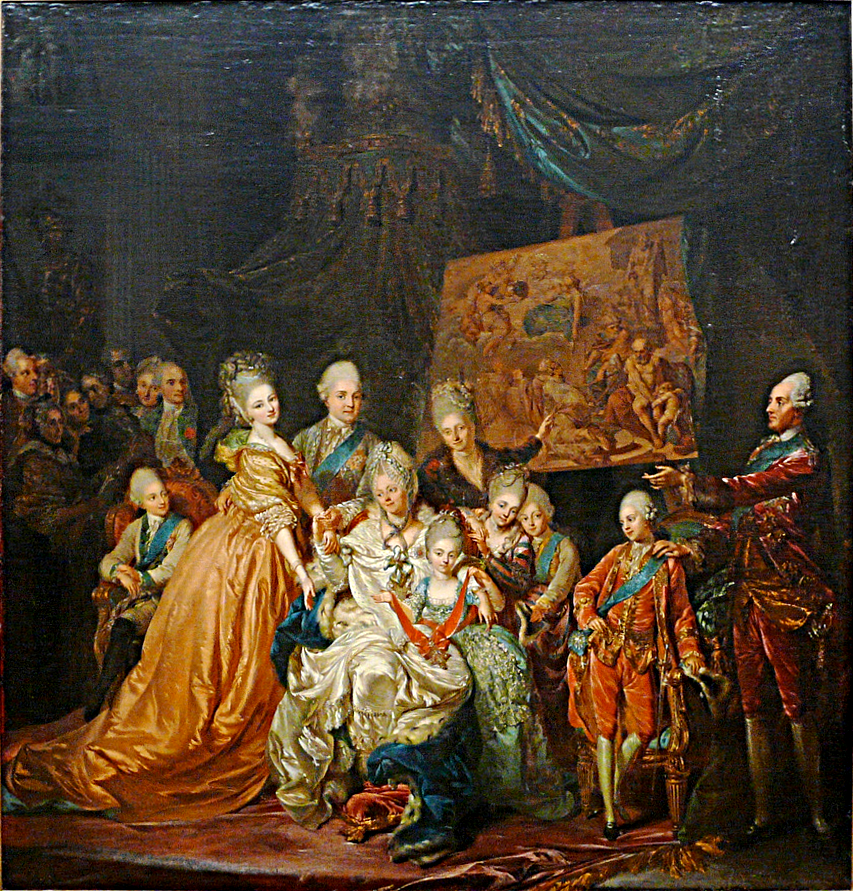
Rodzina elektorska Saksonii w 1772 roku - Maksymilian stoi trzeci z prawej
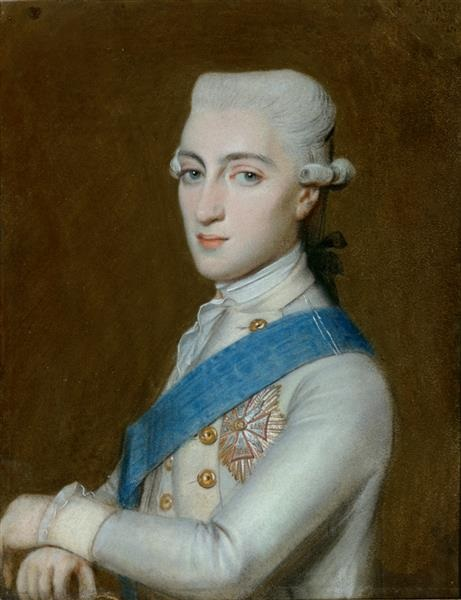
Maksymilian około 1785 roku
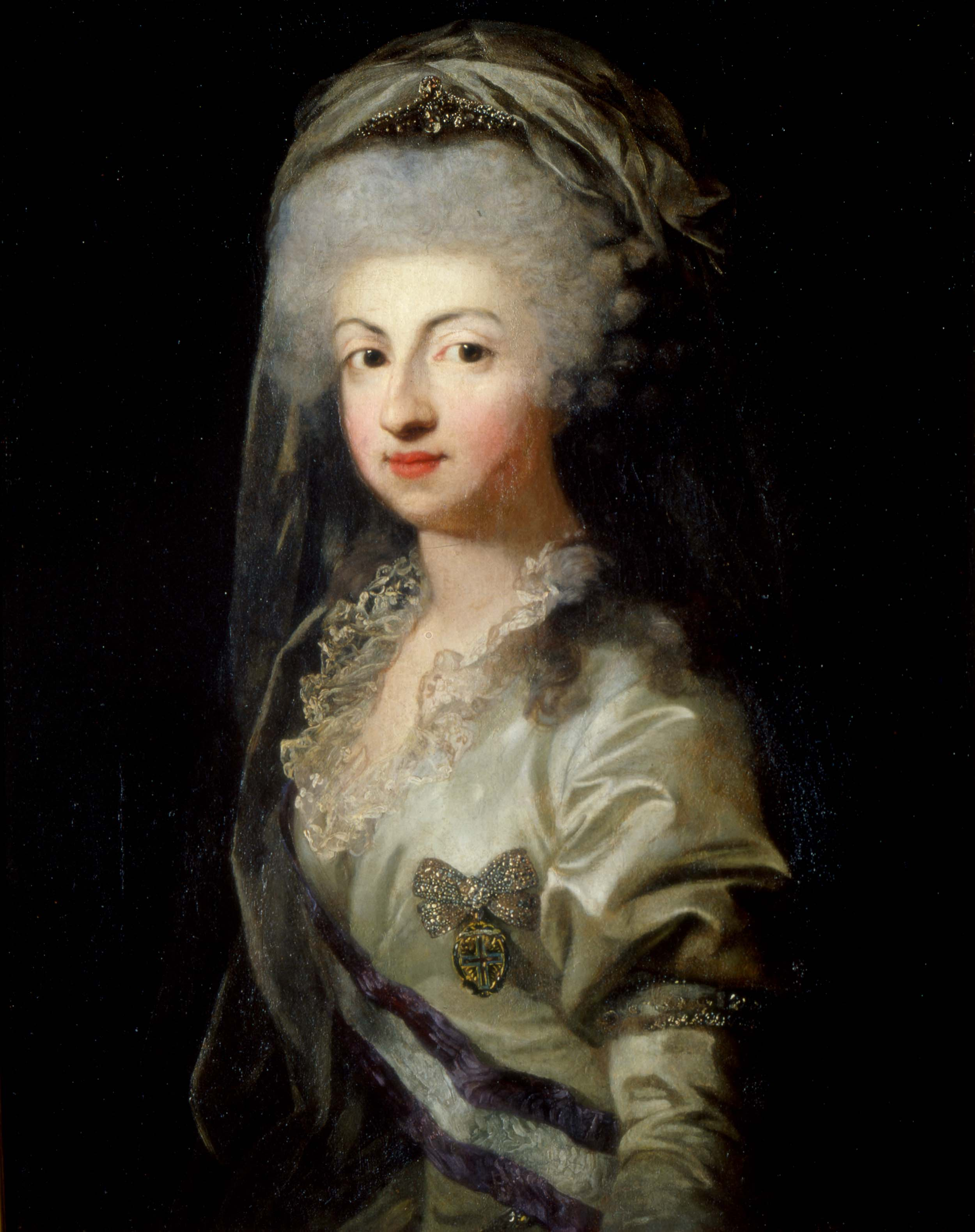
Karolina Burbon-Parmeńska (pierwsza żona Maksymiliana)
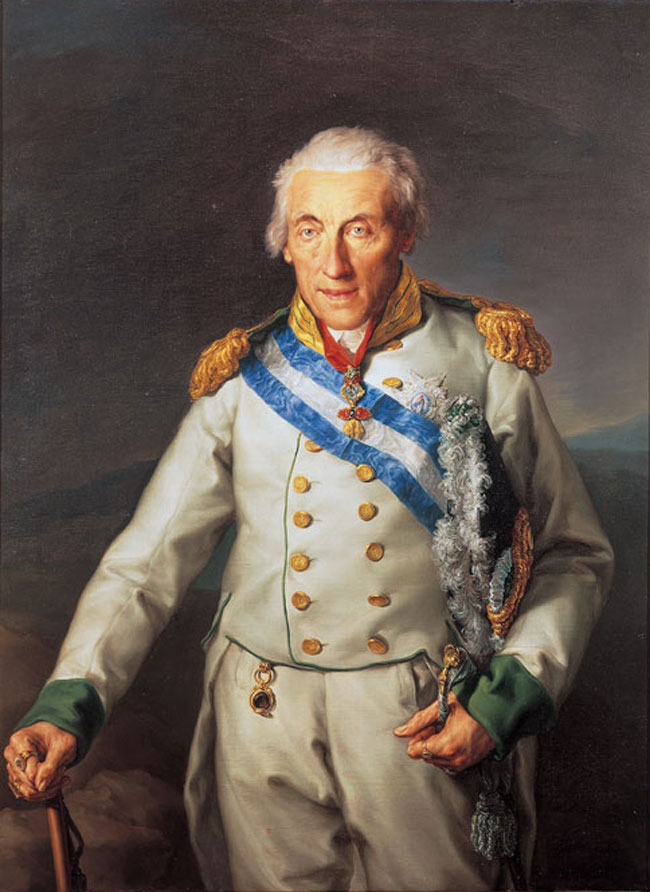
Maksymilian w 1825 roku
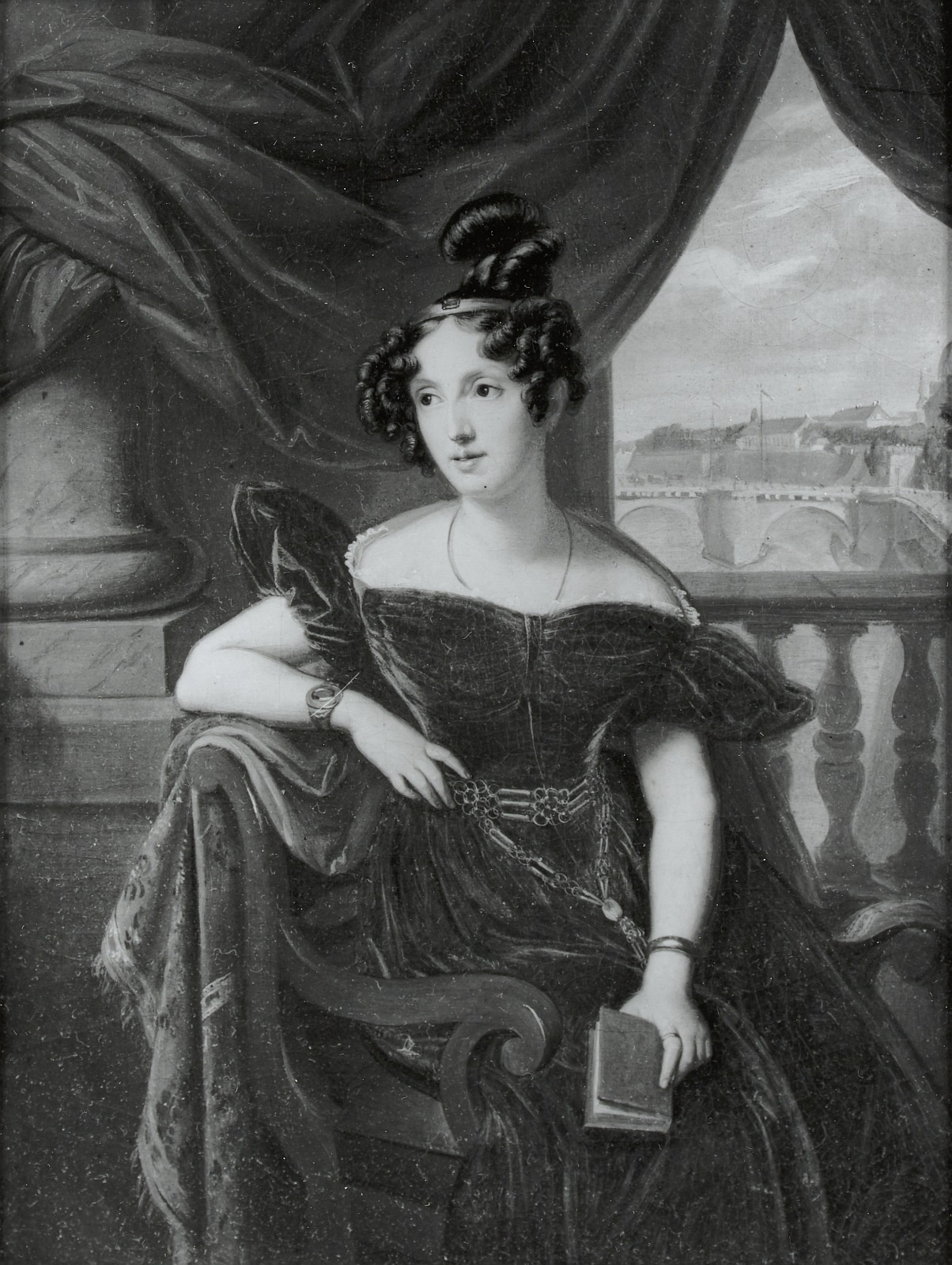
Maria Ludwika Burbon-Hiszpańska (druga żona Maksymiliana)

## Genealogia
| Prapradziadkowie                                        | elektor Saksonii Jan Jerzy III Wettyn (1647-1691) ∞ 1666 Anna Zofia Oldenburg (1647-1717)           | margragia Bayreuth Krystian Ernest Hohenzollern (1644-1712) ∞ 1671 Zofia Luiza Wirtemberska (1642-1702) | cesarz rzymsko-niemiecki Leopold I Habsburg (1640-1705) ∞ 1676 Eleonora Magdalena Wittelsbach (1655-1720) | cesarz rzymsko-niemiecki Leopold I Habsburg (1640-1705) ∞ 1676 Eleonora Magdalena Wittelsbach (1655-1720) | książę Brunszwiku-Lüneburg Jan Fryderyk Welf (1625-1679) ∞ 1668 Benedykta Wittelsbach (1652-1730)      | książę Brunszwiku-Lüneburg Jan Fryderyk Welf (1625-1679) ∞ 1668 Benedykta Wittelsbach (1652-1730)      | elektor Bawarii Ferdynand Maria Wittelsbach (1636-1679) ∞ 1650 Henrietta Adelajda Sabaudzka (1636-1676)     | król Polski Jan III Sobieski (1626-1696)) ∞ 1665 Maria Kazimiera d’Arquien (1641-1716)                      |
| Pradziadkowie                                           | król Polski August II Mocny (1670-1733) ∞ 1693 Krystyna Eberhardyna Hohenzollern (1671-1727)        | król Polski August II Mocny (1670-1733) ∞ 1693 Krystyna Eberhardyna Hohenzollern (1671-1727)            | cesarz rzymsko-niemiecki Józef I Habsburg (1678-1711) ∞ 1699 Wilhelmina Amalia Brunszwicka (1673-1742)    | cesarz rzymsko-niemiecki Józef I Habsburg (1678-1711) ∞ 1699 Wilhelmina Amalia Brunszwicka (1673-1742)    | cesarz rzymsko-niemiecki Józef I Habsburg (1678-1711) ∞ 1699 Wilhelmina Amalia Brunszwicka (1673-1742) | cesarz rzymsko-niemiecki Józef I Habsburg (1678-1711) ∞ 1699 Wilhelmina Amalia Brunszwicka (1673-1742) | elektor Bawarii Maksymilian II Emanuel Wittelsbach (1662-1726) ∞ 1695 Teresa Kunegunda Sobieska (1676-1730) | elektor Bawarii Maksymilian II Emanuel Wittelsbach (1662-1726) ∞ 1695 Teresa Kunegunda Sobieska (1676-1730) |
| Dziadkowie                                              | król Polski August III Sas (1696-1763) ∞ 1719 Maria Józefa Habsburg (1699-1757)                     | król Polski August III Sas (1696-1763) ∞ 1719 Maria Józefa Habsburg (1699-1757)                         | król Polski August III Sas (1696-1763) ∞ 1719 Maria Józefa Habsburg (1699-1757)                           | król Polski August III Sas (1696-1763) ∞ 1719 Maria Józefa Habsburg (1699-1757)                           | Maria Amalia Habsburg (1701-1756) ∞ 1722 cesarz rzymski Karoll VII Wittelsbach (1697-1745)             | Maria Amalia Habsburg (1701-1756) ∞ 1722 cesarz rzymski Karoll VII Wittelsbach (1697-1745)             | Maria Amalia Habsburg (1701-1756) ∞ 1722 cesarz rzymski Karoll VII Wittelsbach (1697-1745)                  | Maria Amalia Habsburg (1701-1756) ∞ 1722 cesarz rzymski Karoll VII Wittelsbach (1697-1745)                  |
| Rodzice                                                 | elektor Saksonii Fryderyk Krystian Wettyn (1722-1763) ∞ 1747 Maria Antonina Wittelsbach (1724-1780) | elektor Saksonii Fryderyk Krystian Wettyn (1722-1763) ∞ 1747 Maria Antonina Wittelsbach (1724-1780)     | elektor Saksonii Fryderyk Krystian Wettyn (1722-1763) ∞ 1747 Maria Antonina Wittelsbach (1724-1780)       | elektor Saksonii Fryderyk Krystian Wettyn (1722-1763) ∞ 1747 Maria Antonina Wittelsbach (1724-1780)       | elektor Saksonii Fryderyk Krystian Wettyn (1722-1763) ∞ 1747 Maria Antonina Wittelsbach (1724-1780)    | elektor Saksonii Fryderyk Krystian Wettyn (1722-1763) ∞ 1747 Maria Antonina Wittelsbach (1724-1780)    | elektor Saksonii Fryderyk Krystian Wettyn (1722-1763) ∞ 1747 Maria Antonina Wittelsbach (1724-1780)         | elektor Saksonii Fryderyk Krystian Wettyn (1722-1763) ∞ 1747 Maria Antonina Wittelsbach (1724-1780)         |
| Maksymilian Wettyn (1759-1838), książę koronny Saksonii | | | | | | | | |